# (17645) Inarimori
(17645) Inarimori est un astéroïde de la ceinture principale.

## Description
(17645) Inarimori est un astéroïde de la ceinture principale. Il fut découvert le 9 octobre 1996 à Nanyo par Tomimaru Okuni. Il présente une orbite caractérisée par un demi-grand axe de 3,17 UA, une excentricité de 0,22 et une inclinaison de 7,1° par rapport à l'écliptique.

## Compléments